# Erwin Assmann

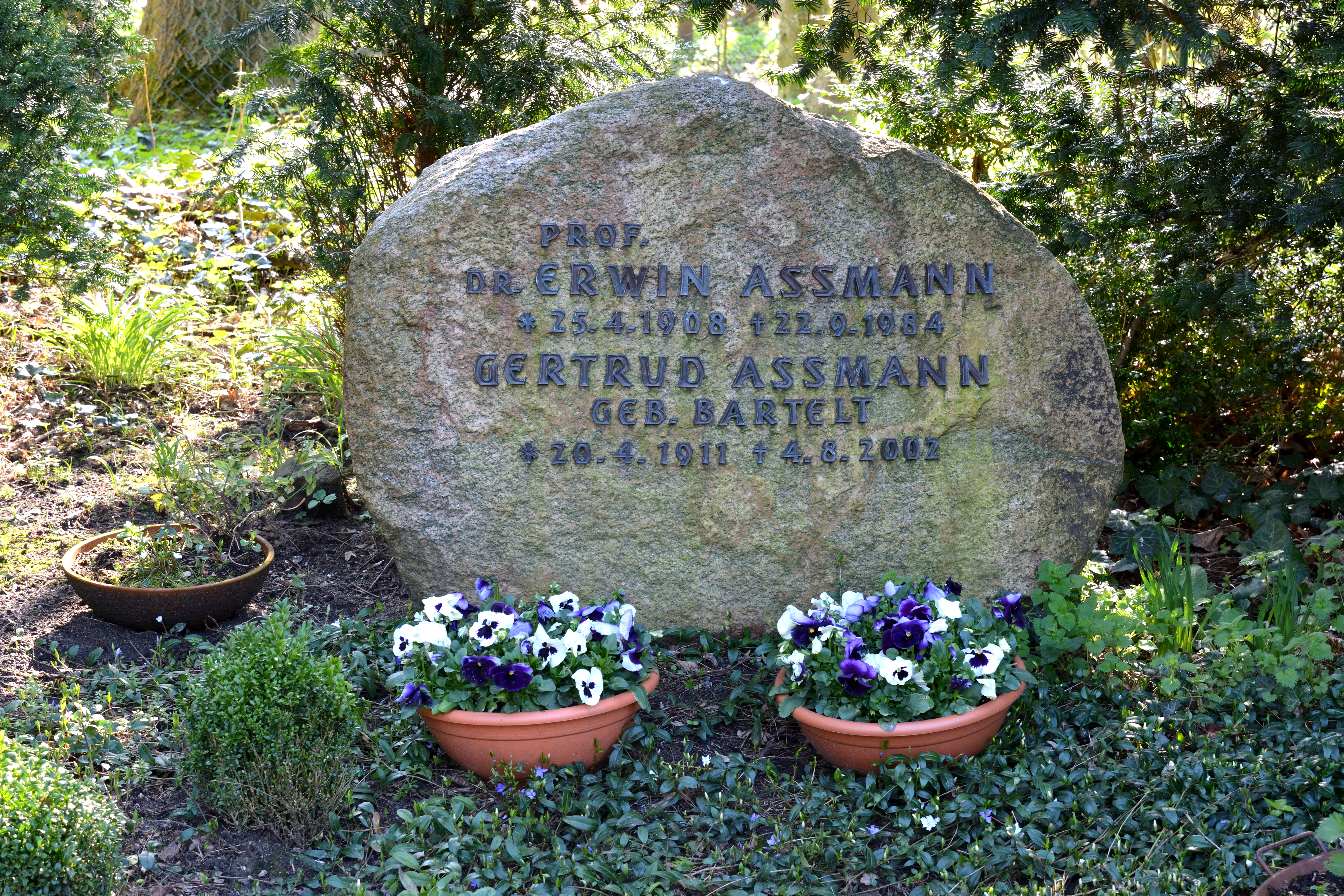
Grab auf den Nordfriedhof Kiel

Erwin Assmann oder Erwin Aßmann (* 25. April 1908 in Kolberg; † 22. September 1984 in Kiel) war ein deutscher Historiker.

## Leben und Wirken
Erwin Assmann studierte von 1926 bis 1931 an den Universitäten Marburg und Greifswald, wo er das Staatsexamen für das Lehramt in den Fächern Griechisch, Latein und Geschichte ablegte. In Greifswald wurde er 1930 er bei Konrat Ziegler mit der Edition des Liber memorialis des Lucius Ampelius promoviert. Ab 1934 war Assmann Mitarbeiter bei der Monumenta Germaniae Historica. 1943 erfolgte in Greifswald die Habilitation bei Adolf Hofmeister mit einer Arbeit über Seehandel und Schifffahrt Stettins im Mittelalter. Im Schuldienst war er an Gymnasien in Stargard und in Bergen tätig. Nach Heeresdienst im Zweiten Weltkrieg und Kriegsgefangenschaft machte er einen Neuanfang in Schleswig-Holstein (in Büsum, Flensburg, Plön und Rendsburg). Im Jahr 1955 wurde er außerplanmäßiger Professor für mittellateinische Philologie und mittelalterliche Geschichte an der Universität Kiel. Von 1956 bis 1959 war er Direktor der Kieler Gelehrtenschule, dann Leiter der Abteilung für Gymnasien im schleswig-holsteinischen Kultusministerium und ab 1967 bis zu seiner Pensionierung 1973 Landesschuldirektor.
Seine Forschungsschwerpunkte waren die Landesgeschichte des Ostseeraumes, speziell Pommerns, hierbei war insbesondere die Herausgabe des achten Bandes des Pommerschen Urkundenbuches (1331–1335) von Bedeutung. Bleibende Verdienste für die Geschichte Schleswig-Holsteins erwarb er sich durch die Edition, Übersetzung und Kommentierung des „Godeschalcus“ und der „Visio Godeschalci“ (1979). Die zeitgenössischen Schilderungen der Visionen und Lebensumstände des Kleinbauern Gottschalk sind zentrale Quellen zur Kolonisation Ostholsteins im Mittelalter. Er war seit 1952 Mitglied der Historischen Kommission für Pommern, von 1955 bis 1965 Herausgeber der Baltischen Studien und von 1954 bis 1962 Vorstandsmitglied des Hansischen Geschichtsvereins.

## Schriften
Monografien
- Stettins Seehandel und Seeschiffahrt im Mittelalter. Holzner, Kitzingen/Main 1951.

Herausgeberschaften und Editionen
- Lucii Ampelii Liber memorialis. Leipzig/Greifswald 1935, ND Teubner, Stuttgart 1976, ISBN 3-519-01946-9.
- Pommersches Urkundenbuch. Bd. 8: 1331–1335 (= Veröffentlichungen der Historischen Kommission für Pommern. Bd. 2). Böhlau, Köln u. a. 1961.
- Godeschalcus und Visio Godeschalci (= Quellen und Forschungen zur Geschichte Schleswig-Holsteins. Bd. 74). Wachholtz, Neumünster 1979, ISBN 3-529-02174-1.
- Guntheri Ligurinus (= Monumenta Germaniae historica. Scriptores. Bd. 63). Hahn, Hannover 1984, ISBN 3-7752-5138-3.